# 吉利厄德 (內布拉斯加州)
吉利厄德（英語：Gilead）是位於美國內布拉斯加州塞耶縣的村。

## 人口
根據2020年美國人口普查的數據，吉利厄德的面積為0.18平方千米，皆為陸地。當地共有人口32人，而人口密度為每平方千米178人。